# Kobylniki (Grodzisk Wielkopolski)
Pour les articles homonymes, voir Kobylniki.
Kobylniki (prononciation : [kɔbɨlˈniki]) est un village polonais de la gmina de Grodzisk Wielkopolski dans le powiat de Grodzisk Wielkopolski de la voïvodie de Grande-Pologne dans le centre-ouest de la Pologne.
Il se situe à environ 5 kilomètres au sud-ouest de Grodzisk Wielkopolski (siège de la gmina et du powiat) et à 46 kilomètres au sud-ouest de Poznań (capitale régionale).

## Histoire
De 1975 à 1998, le village faisait partie du territoire de la voïvodie de Poznań.

Depuis 1999, Kobylniki est situé dans la voïvodie de Grande-Pologne.
Le village possède une population de 247 habitants.